# Marzanoptera bertae
Balaenoptera bertae
Espèce
Synonymes
- †Balaenoptera bertae Boessenecker (d), 2013

Marzanoptera bertae est une espèce fossile de baleines à fanons du genre Marzanoptera qui a vécu au Pliocène supérieur (Plaisancien), soit il y a environ entre 3,600 et 2,58 millions d'années. Elle a été découverte avec d'autres restes de cétacés dans la formation géologique de Purisima de la région de la baie de San Francisco,.

## Description

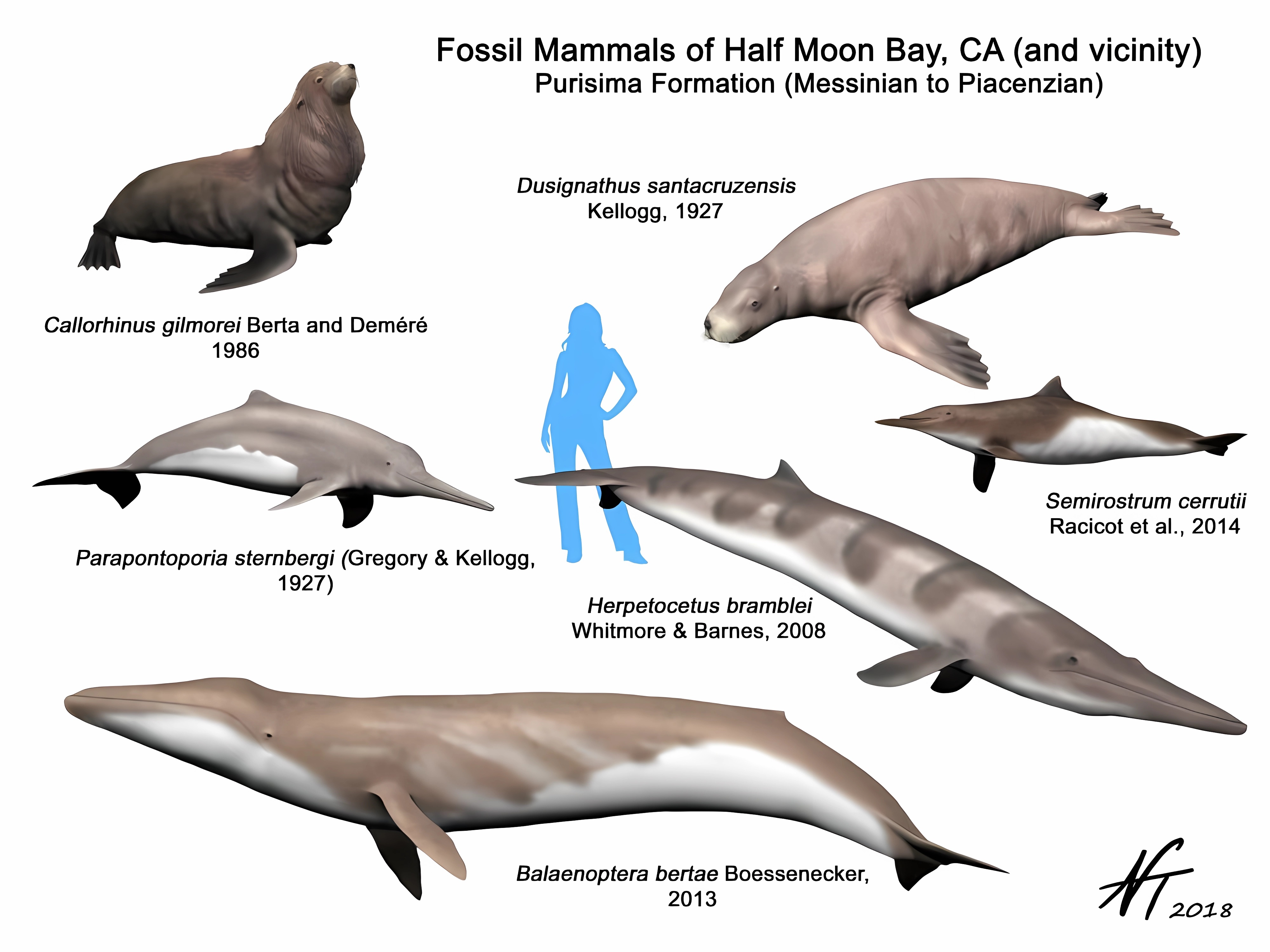
Balaneoptera bertae et autres fossiles découverts à HalfMoonBay (Californie).

Sa longueur totale est estimée entre 5 et 6 mètres, ce qui en fait l'un des plus petits du genre Balaenoptera, encore plus petit que le Petit rorqual moderne.
Balaneoptera bertae n'est connu que par un fossile de crâne partiel contenant un maxillaire et un prémaxillaire.

## Étymologie
Son épithète spécifique, bertae, lui a été donnée en l'honneur d’Annalisa Berta (d) de l'université d'État de San Diego, pour sa contribution à l'étude des cétacés et pinnipèdes fossiles.

### Publication originale
- Robert W. Boessenecker, « A new marine vertebrate assemblage from the Late Neogene Purisima Formation in Central California, part II: Pinnipeds and Cetaceans », Geodiversitas, Paris, Muséum national d'histoire naturelle, vol. 35, no 4,‎ 27 décembre 2013, p. 815-940 (ISSN 1280-9659 et 1638-9395, OCLC 260004075, BNF 34547454, DOI 10.5252/G2013N4A5, lire en ligne).